# Kodok
Koordinaten: 9° 53′ N, 32° 7′ O
Kodok, früher Faschoda, ist eine Stadt im Bundesstaat Upper Nile im Südsudan.
Die Stadt liegt auf 390 m Meereshöhe, rund 650 km südlich von Khartum am westlichen Ufer des Weißen Nil, auf dem Siedlungsgebiet der Schilluk und Dinka.

## Geschichte

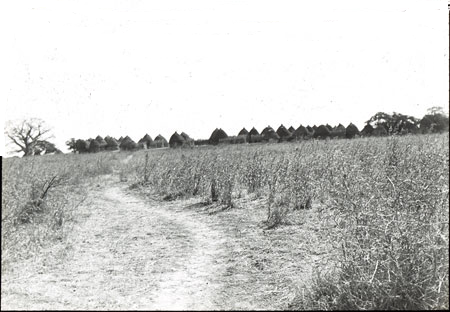
Ansicht von Faschoda.
Aufnahme von Charles Gabriel Seligman, 1910

Während der Eroberung des Sudan durch Ägypten wurde hier 1820 ein kleines Fort errichtet, das nach Beginn des Mahdi-Aufstandes 1883 geräumt wurde. 1898 lag der Ort im von Großbritannien und Frankreich gleichermaßen beanspruchten Interessensgebiet und war Schauplatz der Faschoda-Krise. Der Streit wurde 1899 im Sudanvertrag beigelegt. Nach der britisch-französischen Entente cordiale im Jahr 1904 wurde Faschoda in Kodok umbenannt, um die Erinnerung an diesen Konflikt zu tilgen.
Die evangelikale Church Mission Society (CMS) erhielt 1898 Gebiete ab Kodok nach Süden von der britischen Kolonialverwaltung zur Missionierung zugesprochen, nachdem ihr der Standort Khartum versagt worden war. Die katholischen Verona-Patres erhielten das Gebiet westlich vom Nil, die Presbyterian Church (U.S.A.) durfte von Kodok nach Osten bis zur äthiopischen Grenze missionieren. Ab 1900 waren die Missionare in geringer Zahl und ohne Probleme vor Ort, ab den 1920er Jahren beschwerte sich die CMS bei der Kolonialregierung über eine Expansion der Katholiken über deren Gebiet hinaus. Im Januar 1933 wurde in Kodok die katholische Mission sui juris eingerichtet, die 1938 zu einer apostolischen Präfektur wurde (seit 1974 Diözese von Malakal), ab den 1930er Jahren war Kodok auch ein Zentrum der Presbyterianer.
1955 lag die Einwohnerzahl bei etwa 9100. Während des Ersten Sudanesischen Bürgerkrieges war Kodok 1964, in der Regierungszeit von Muhammad Ahmad Mahdschub, Schauplatz eines Massakers durch das Militär. Ähnliche Massaker fanden 1964 und 1965 auch in anderen Städten im Südsudan statt.
Die Hungersnot in den 1990er Jahren versuchten in Malakal stationierte Hilfsorganisationen unter dem Dach der Operation Lifeline Sudan zu bekämpfen. In den Jahren 2004 und 2005, am Ende des Zweiten Bürgerkrieges, war das UNHCR in Kodok tätig und betreute zurückkehrende Bürgerkriegsflüchtlinge. Die Sicherheitslage galt 2004 als sehr kritisch, es wurde von Übergriffen sudanesischer Soldaten auf die Zivilbevölkerung berichtet.
Die Schilluk um Kodok betreiben hauptsächlich Subsistenzlandwirtschaft und bauen als Nahrungsgrundlage Hirse an, Rinderzucht hat eine geringere wirtschaftliche Bedeutung als bei den Dinka. Zwischen beiden Volksgruppen kommt es in dem Gebiet zwischen Kodok und dem südlich am Nil gelegenen Malakal immer wieder zu Kämpfen um Landrechte und Wasserverteilung. Es sind alte ungelöste Konflikte.
In dieser Gegend wachsen Schwarzdorn-Akazien und Seyal-Akazien. Ab Mitte der 1990er Jahre wurde mit der Vermarktung von Gummi arabicum begonnen, das aus der Seyal-Akazie gewonnen und an arabische Händler aus dem Norden verkauft wird.